# وزغ بیل‌پای اروپایی
وزغ بیل‌پای اروپایی یا وزغ‌های پابیلچه‌ای (نام علمی: Pelobatidae) نام یک تیره از زیرراسته میان‌غوکان است.